# Gdzie wasze ciała porzucone
Gdzie wasze ciała porzucone – (tyt. oryg. To Your Scattered Bodies Go), powieść fantastycznonaukowa amerykańskiego pisarza Philipa José Farmera, opublikowana w 1971. W Polsce drukowana w odcinkach w miesięczniku „Fantastyka” (1989); następnie wydana dwukrotnie przez Wydawnictwo Mag w roku 1997 i 2008.
Powieść Gdzie wasze ciała porzucone zdobyła nagrodę Hugo za najlepszą książkę w 1972.
Książka ta rozpoczyna cykl Świat Rzeki.

## Fabuła
Richard Francis Burton umiera. Ku swojemu zdziwieniu budzi się w innym świecie. Nie wygląda to jednak na klasyczne niebo lub piekło. Oprócz niego w tym samym świecie budzą się wszyscy ludzie, którzy kiedykolwiek żyli na ziemi i umarli. Wszyscy są nadzy i nieowłosieni. Mają przy sobie cylindry, które zapewniają im jedzenie, papierosy, a nawet narkotyczną gumę do żucia. Richard próbuje dojść do odpowiedzi na pytanie, co to za świat. Orientuje się, że pośród ludzi ukrywają się obcy obserwatorzy. Starając się ukryć przed nimi i znaleźć odpowiedzi, Richard wyrusza na wyprawę w górę rzeki, która płynie przez cały ten świat. Na swojej drodze spotyka takie postacie jak Alice Liddell czy Hermann Göring.